# Le Sappey-en-Chartreuse
Le Sappey-en-Chartreuse é uma comuna francesa na região administrativa de Auvérnia-Ródano-Alpes, no departamento de Isère.